# Sierra Morena

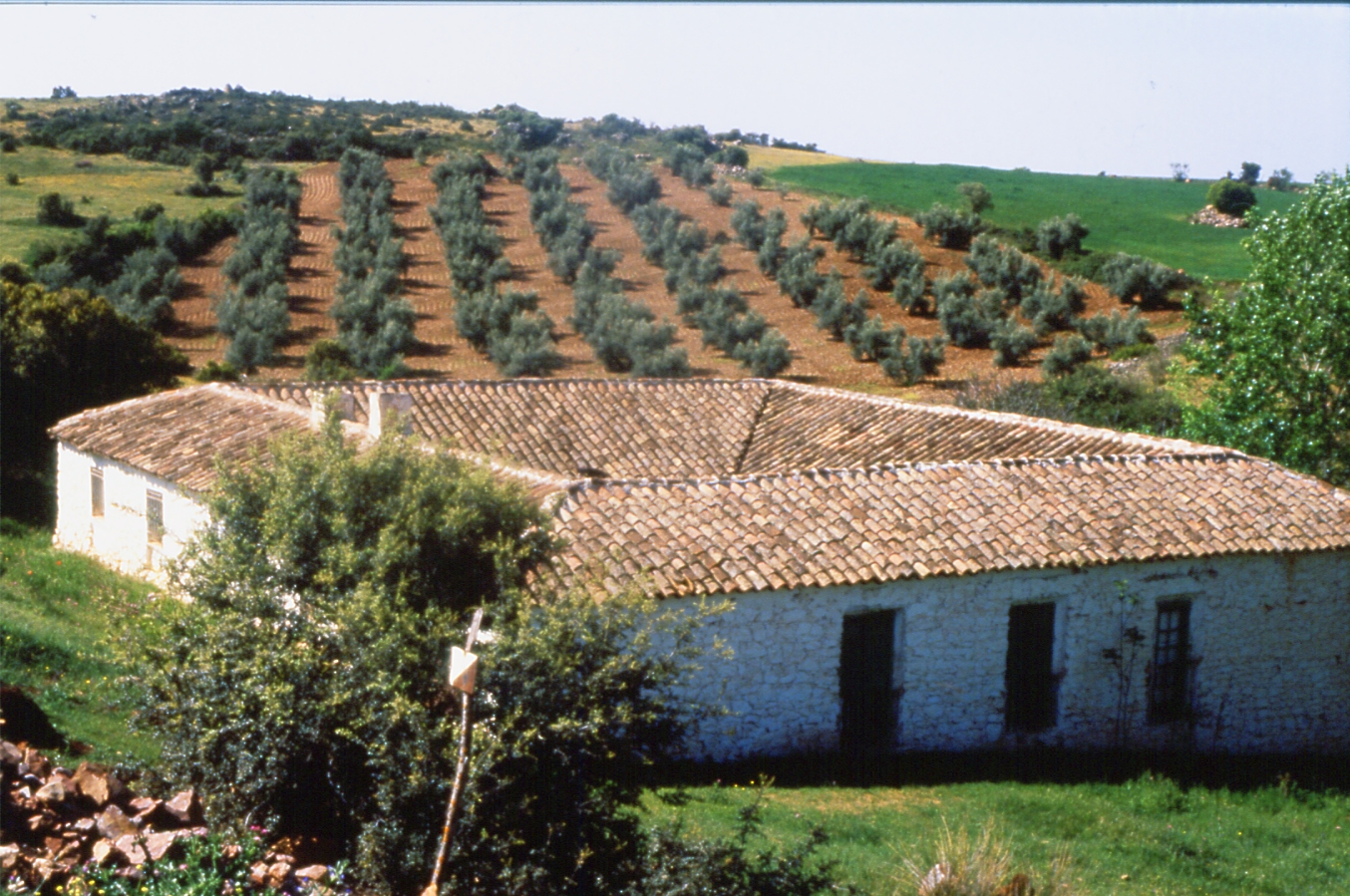
Typowa zabudowa Sierra Morena

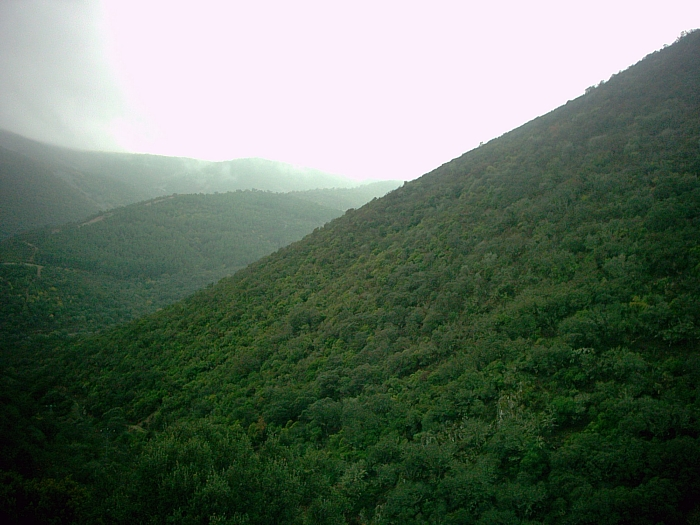
Krajobraz Sierra Madrona

Sierra Morena – łańcuch górski, stanowiący południową granicę Mesety Iberyjskiej. Powstały w paleogenie, w orogenezie alpejskiej. Bardziej niż o strukturze fałdowej można mówić o kombinacji odkształceń (zginań) i uskoków, z obecnością skał starszych wraz z innymi bardziej plastycznymi i młodymi. Faktycznie jest bardziej formą przejściową między Mesetą a Doliną Gwadalkiwiru niż łańcuchem górskim.
Góry ciągną się przez 400 km, w północnej części Andaluzji. Posiadają orientację równoleżnikową, składają się z różnych pasm: Sierra Madrona, Sierra de Aracena, Sierra Norte de Sevilla, Sierra de Hornachuelos, Sierra de Córdoba, Sierra de Cardeña i Montoro, etc.
Sierra Morena cechują się wielkim bogactwem górniczym, eksploatowanym od czasów prehistorycznych, oprócz znacznego bogactwa leśnego i zwierzęcego (dzika zwierzyna i bydło). Współcześnie znaczna część gór podlega ochronie prawnej poprzez założenie wielu rozległych parków krajobrazowych i narodowych, np.: Despeñaperros, Sierra de Andújar (Jaén), Sierra de Cardeña-Montoro, Parque Natural de la Sierra de Hornachuelos, Parque Natural Sierra Norte de Sevilla i Sierra de Aracena (Huelva).
Najwyższym szczytem Sierra Morena jest Bañuelas 1324 m n.p.m. w Sierra Madrona.
Łańcuch Sierra Morena jest miejscem akcji powieści Rękopis znaleziony w Saragossie autorstwa Jana Potockiego i filmu nakręconego na jej podstawie, gdzie przedstawiony jest jako kraj dziki, zamieszkany przez rozbójników i Cyganów, znany z działalności mocy nadprzyrodzonych.